# II liga polska w piłce nożnej (2004/2005)
II liga 2004/2005 – 57. edycja rozgrywek drugiego poziomu ligowego piłki nożnej mężczyzn w Polsce. Wzięło w nich udział 18 drużyn, grając systemem kołowym. Sezon ligowy rozpoczął się 30 lipca 2004, a ostatnie mecze rozegrano 11 czerwca 2005. Pierwszą bramkę rozgrywek zdobył w 21. minucie meczu KSZO Ostrowiec Świętokrzyski – MKS Mława zawodnik gospodarzy Waldemar Przysiuda (mecz zakończył się wynikiem 5:2).

## Drużyny
| Uczestnicy poprzedniej edycji                                                                                 | Uczestnicy poprzedniej edycji | Uczestnicy poprzedniej edycji | Uczestnicy poprzedniej edycji |
| --- | ----------------------------- | ----------------------------- | ----------------------------- |
| BEŁ | GKS Bełchatów                 | 4                             |                               |
| SZJ | Szczakowianka Jaworzno        | 5                             |                               |
| RKS | RKS Radomsko                  | 6                             |                               |
| POD | Podbeskidzie Bielsko-Biała    | 7                             |                               |
| ŁKS | ŁKS Łódź                      | 8                             |                               |
| JAG | Jagiellonia Białystok         | 9                             |                               |
| PIA | Piast Gliwice                 | 10                            |                               |
| zwycięzcy baraży o utrzymanie                                                                                 |                               |                               |                               |
| RCH | Ruch Chorzów                  | 11                            |                               |
| KSZ | KSZO Ostrowiec Świętokrzyski  | 121                           |                               |
| ARK | Arka Gdynia                   | 13                            |                               |
| Spadek z I ligi 2003/2004                                                                                     |                               |                               |                               |
| po barażach o utrzymanie                                                                                      |                               |                               |                               |
| GPO | Górnik Polkowice              | 12                            |                               |
| pozostałe drużyny (bezpośrednio)                                                                              |                               |                               |                               |
| ŚWI | Świt Nowy Dwór Mazowiecki     | 13                            |                               |
| WID | Widzew Łódź                   | 14                            |                               |
| Awans z III ligi 2003/2004                                                                                    |                               |                               |                               |
| bezpośrednio                                                                                                  |                               |                               |                               |
| MŁA | MKS Mława                     | 1 (gr. I)                     |                               |
| KUJ | Kujawiak Włocławek            | 1 (gr. II)                    |                               |
| ZSO | Zagłębie Sosnowiec            | 1 (gr. III)                   |                               |
| KOR | Korona Kielce                 | 1 (gr. IV)                    |                               |
| po barażach o awans                                                                                           |                               |                               |                               |
| RAD | Radomiak Radom                | 2 (gr. I)                     |                               |
| Oznaczenia: - kolumna pierwsza – skróty nazw drużyn, - kolumna trzecia – miejsce zajęte w poprzednim sezonie. |                               |                               |                               |

Objaśnienia:
1. Ceramika Opoczno zmieniła nazwę na KSZO Ostrowiec Świętokrzyski, przejmując tradycje ostrowieckiego klubu, który wycofał się z rozgrywek II ligi po rundzie jesiennej poprzedniego sezonu.

## Rozgrywki
Uczestnicy rozegrali 34 kolejki ligowe po 8 meczów każda (razem 306 spotkań) w dwóch rundach: jesiennej i wiosennej.
Mistrz oraz 2. i 3. drużyna II ligi uzyskali awans do I ligi, zespół z 4. miejsca rozegrał dwumecz barażowy o wejście do I ligi z 12. zespołem najwyższej klasy rozgrywkowej. Do III ligi spadły 2 ostatnie drużyny, zaś zespoły z miejsc 13–16 rozegrały baraże o utrzymanie z wicemistrzami grup trzeciego poziomu ligowego. Drużyny z miejsc 5–12 miały zapewniony udział w II lidze na kolejny sezon.

### Tabela
| Lp. | Drużyna                      | M  | Z  | R  | P  | Bramki | Bramki | Różn. | Pkt | Uwagi                            | Bezpośrednio            |
| --- | ---------------------------- | -- | -- | -- | -- | ------ | ------ | ----- | --- | -------------------------------- | ----------------------- |
| 1   | Korona Kielce (M) (A)        | 34 | 18 | 13 | 3  | 51     | 33     | +18   | 67  | Awans do I ligi                  |                         |
| 2   | GKS Bełchatów (A)            | 34 | 19 | 9  | 6  | 58     | 35     | +23   | 66  | Awans do I ligi                  |                         |
| 3   | Arka Gdynia (A)              | 34 | 18 | 10 | 6  | 44     | 23     | +21   | 64  | Awans do I ligi                  |                         |
| 4   | Widzew Łódź (B)              | 34 | 16 | 10 | 8  | 44     | 26     | +18   | 58  | Baraże o I ligę                  | WID–POD 3:0 POD–WID 0:2 |
| 5   | Podbeskidzie Bielsko-Biała   | 34 | 17 | 7  | 10 | 39     | 33     | +6    | 58  |                                  | WID–POD 3:0 POD–WID 0:2 |
| 6   | Jagiellonia Białystok        | 34 | 14 | 12 | 8  | 45     | 29     | +16   | 54  | JAG: 7 pkt ZSO: 6 pkt KUJ: 4 pkt |                         |
| 7   | Zagłębie Sosnowiec           | 34 | 17 | 3  | 14 | 48     | 44     | +4    | 54  | JAG: 7 pkt ZSO: 6 pkt KUJ: 4 pkt |                         |
| 8   | Kujawiak Włocławek           | 34 | 15 | 9  | 10 | 48     | 36     | +12   | 54  | JAG: 7 pkt ZSO: 6 pkt KUJ: 4 pkt |                         |
| 9   | ŁKS Łódź                     | 34 | 13 | 12 | 9  | 48     | 42     | +6    | 51  |                                  |                         |
| 10  | KSZO Ostrowiec Świętokrzyski | 34 | 14 | 8  | 12 | 43     | 41     | +2    | 50  |                                  |                         |
| 11  | Świt Nowy Dwór Mazowiecki    | 34 | 13 | 10 | 11 | 34     | 30     | +4    | 49  |                                  |                         |
| 12  | Górnik Polkowice             | 34 | 10 | 11 | 13 | 29     | 42     | −13   | 41  |                                  |                         |
| 13  | Piast Gliwice                | 34 | 10 | 6  | 18 | 29     | 37     | −8    | 36  | Baraże o II ligę                 |                         |
| 14  | Ruch Chorzów                 | 34 | 8  | 11 | 15 | 36     | 50     | −14   | 35  | Baraże o II ligę                 |                         |
| 15  | Szczakowianka Jaworzno1      | 34 | 8  | 9  | 17 | 37     | 38     | −1    | 33  | Baraże o II ligę                 |                         |
| 16  | Radomiak Radom               | 34 | 8  | 7  | 19 | 34     | 48     | −14   | 31  | Baraże o II ligę                 |                         |
| 17  | MKS Mława (S)                | 34 | 7  | 7  | 20 | 25     | 47     | −22   | 28  | Spadek do III ligi               |                         |
| 18  | RKS Radomsko (S)             | 34 | 3  | 2  | 29 | 28     | 86     | −58   | 11  | Spadek do III ligi               |                         |

## Baraże o II ligę
Po zakończeniu sezonu II i III ligi rozegrano dwumecze barażowe o 4 miejsca w drugiej klasie rozgrywkowej w sezonie 2005/2006 między zespołami z miejsc 13–16 II ligi i wicemistrzami grup III ligi:
- 13. drużyna II ligi i wicemistrz III ligi grupy II – Piast Gliwice i Unia Janikowo
- 14. drużyna II ligi i wicemistrz III ligi grupy I – Ruch Chorzów i Znicz Pruszków
- 15. drużyna II ligi i wicemistrz III ligi grupy III – Szczakowianka Jaworzno i Polonia Bytom
- 16. drużyna II ligi i wicemistrz III ligi grupy IV – Radomiak Radom i Tłoki Gorzyce.

Jako jedyna z drużyn II ligi swój dwumecz przegrała Szczakowianka, jednak w związku z brakiem licencji na grę w II lidze dla GKS Katowice (spadkowicz z I ligi) pozostała na drugim poziomie rozgrywkowym.
| 18 czerwca 2005 | Unia Janikowo  | 2:1   | Piast Gliwice |                                                                            |
| 17:00           | Rašić 13', 22' | (2:1) | Uss 43'       | Janikowo, Stadion Miejski Widzów: 4 000 Sędzia: Mirosław Ryszka (Warszawa) |

| 22 czerwca 2005 | Piast Gliwice    | 1:0   | Unia Janikowo |                                                                         |
| 17:00           | S.Wróbel 45' (k) | (1:0) |               | Gliwice, Stadion Piasta Widzów: 5 000 Sędzia: Grzegorz Gilewski (Radom) |

Wynik dwumeczu – 2:2, zwycięstwo Piasta dzięki bramce zdobytej na wyjeździe.
| 18 czerwca 2005 | Znicz Pruszków              | 2:4   | Ruch Chorzów                           |                                                                          |
| 14:00           | Chi Fon 45' · Pulkowski 65' | (1:3) | Wawrzyńczok 12', 44' · Śrutwa 20', 49' | Pruszków, Stadion Znicza Widzów: 1 500 Sędzia: Jarosław Żyro (Bydgoszcz) |

| 22 czerwca 2005 | Ruch Chorzów | 0:2   | Znicz Pruszków              |                                                                      |
| 20:00           |              | (0:1) | Chi Fon 45' · Zubrzycki 79' | Chorzów, Stadion Ruchu Widzów: 10 000 Sędzia: Leszek Gawron (Mielec) |

Wynik dwumeczu – 4:4, zwycięstwo Ruchu dzięki większej liczbie bramek zdobytych na wyjeździe.
| 18 czerwca 2005 | Polonia Bytom | 1:0   | Szczakowianka Jaworzno |                                                                                     |
| 16:00           | Trzeciak 31'  | (1:0) |                        | Bytom, Stadion im. Edwarda Szymkowiaka Widzów: 4 000 Sędzia: Leszek Gawron (Mielec) |

| 22 czerwca 2005 | Szczakowianka Jaworzno   | 2:1   | Polonia Bytom |                                                                         |
| 17:00           | Solnica 44' · Węgier 90' | (1:0) | Gacki 90'     | Jaworzno, Stadion Miejski Widzów: 4 000 Sędzia: Jacek Granat (Warszawa) |

Wynik dwumeczu – 2:2, zwycięstwo Polonii dzięki bramce zdobytej na wyjeździe.
| 18 czerwca 2005 | Tłoki Gorzyce | 0:0 | Radomiak Radom |                                                                           |
| 17:00           |               |     |                | Gorzyce, Stadion Tłoków Widzów: 1 500 Sędzia: Tomasz Pacuda (Częstochowa) |

| 22 czerwca 2005 | Radomiak Radom                   | 3:0   | Tłoki Gorzyce |                                                                          |
| 17:00           | Terlecki 7', 61' · Mikulenas 85' | (1:0) |               | Radom, Stadion Radomiaka Widzów: 8 000 Sędzia: Krzysztof Słupik (Tarnów) |

Wynik dwumeczu – 3:0 dla Radomiaka.

## Strzelcy
| Gole | Strzelcy                    | Drużyna                 |
| ---- | --------------------------- | ----------------------- |
| 17   | Grzegorz Piechna            | Kolporter Korona Kielce |
| 16   | Grzegorz Król               | GKS Bełchatów           |
| 15   | Rafał Niżnik                | ŁKS Łódź                |
| 14   | Rafał Pawlak                | Widzew Łódź             |
| 13   | Marcin Klatt                | Kujawiak Włocławek      |
| 11   | Jacek Berensztajn           | Radomsko 5/ KSZO 6      |
| 11   | Jakub Grzegorzewski         | Kolporter Korona Kielce |
| 10   | Krzysztof Bizacki           | Ruch Chorzów            |
| 10   | Marcin Kaczmarek (ur. 1979) | KSZO                    |
| 10   | Radosław Matusiak           | GKS Bełchatów           |
| 10   | Mariusz Śrutwa              | Ruch Chorzów            |

Kompletna klasyfikacja strzelców – 90minut.pl